# Розела світлоголова
Розела світлоголова (Platycercus adscitus) — вид птахів родини Папугові (Psittacidae), який мешкає на території північно-східної Австралії.
Середнього розміру папуга, довжиною 30 — 33 см. Мешкає в саваннах та рідколіссі. Харчується насінням та фруктами. Самці і самки мають однакове забарвлення. Гніздиться, як і інші розели в дуплах дерев.
Часто утримується в неволі, невибагливий до умов, легко приручається.

## Галерея

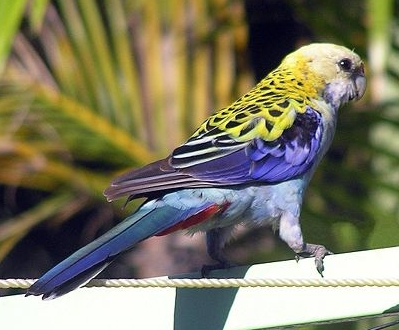
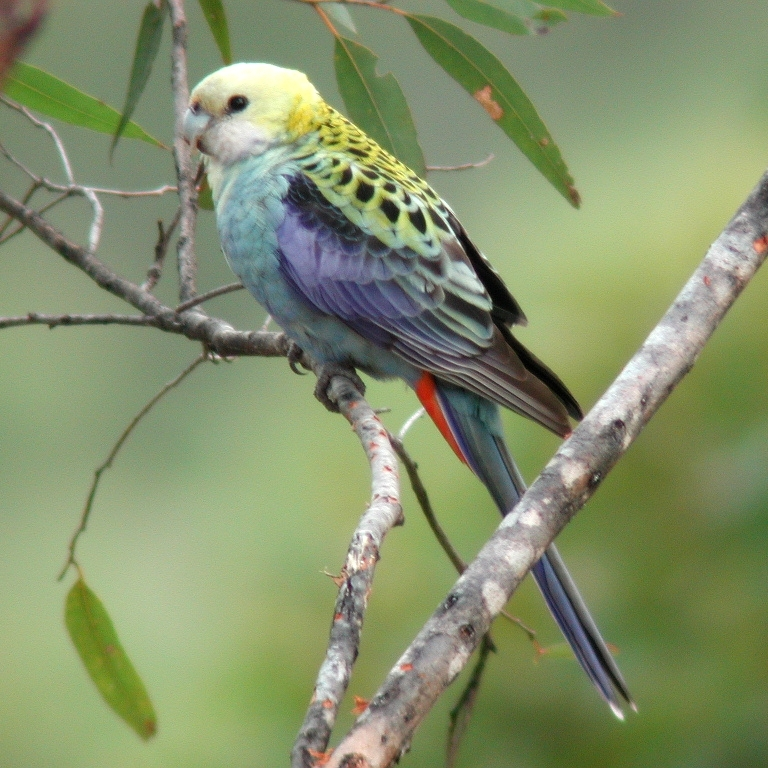
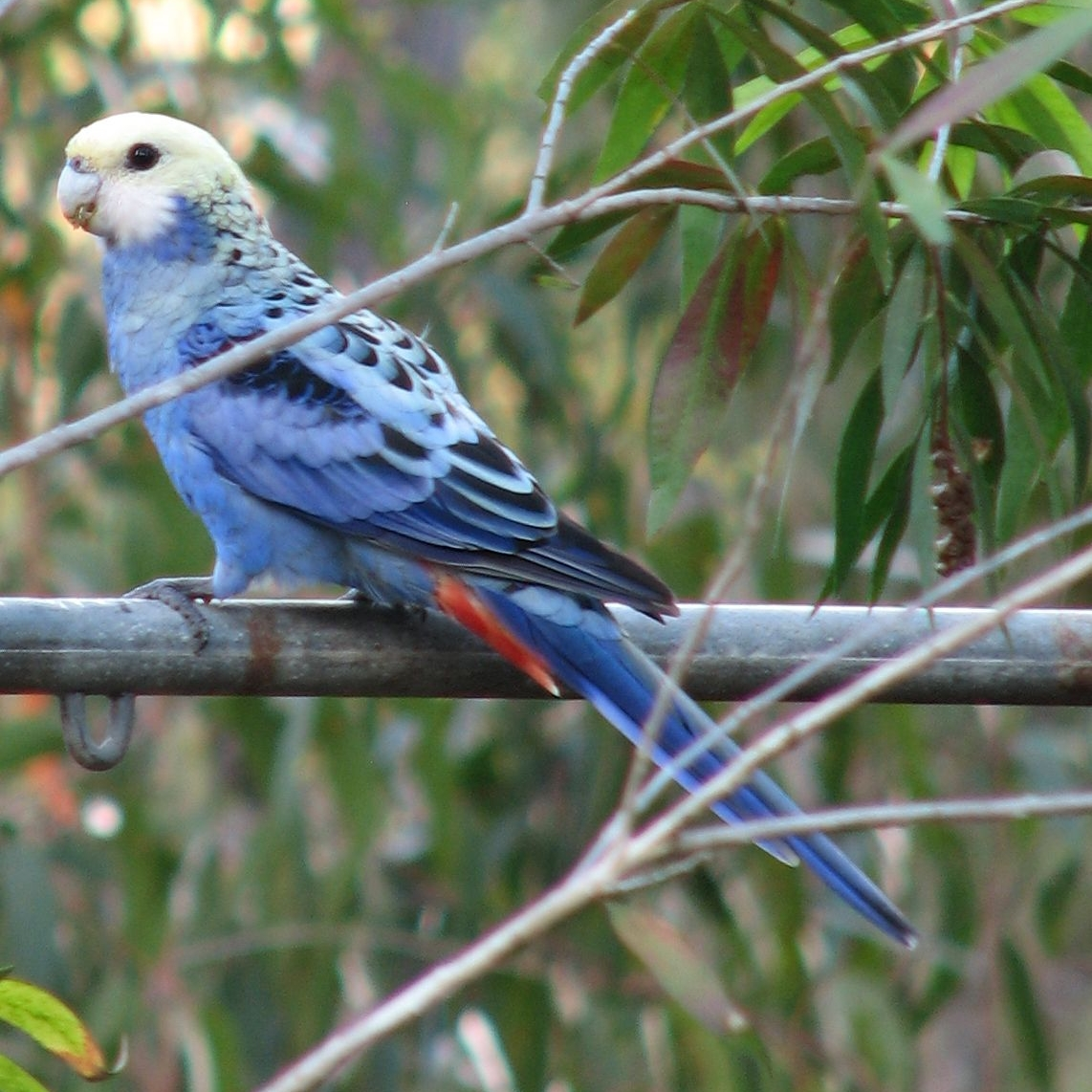
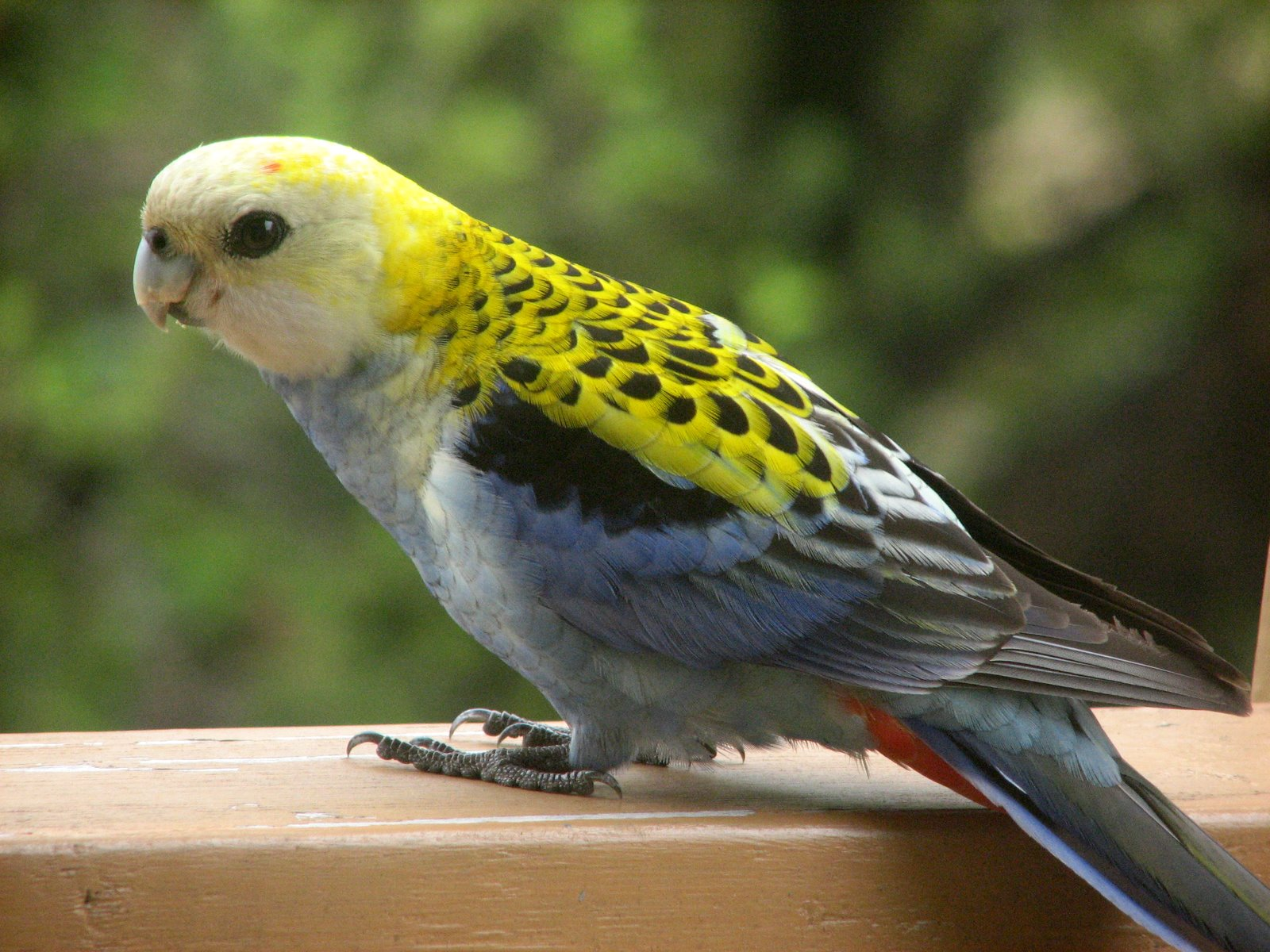
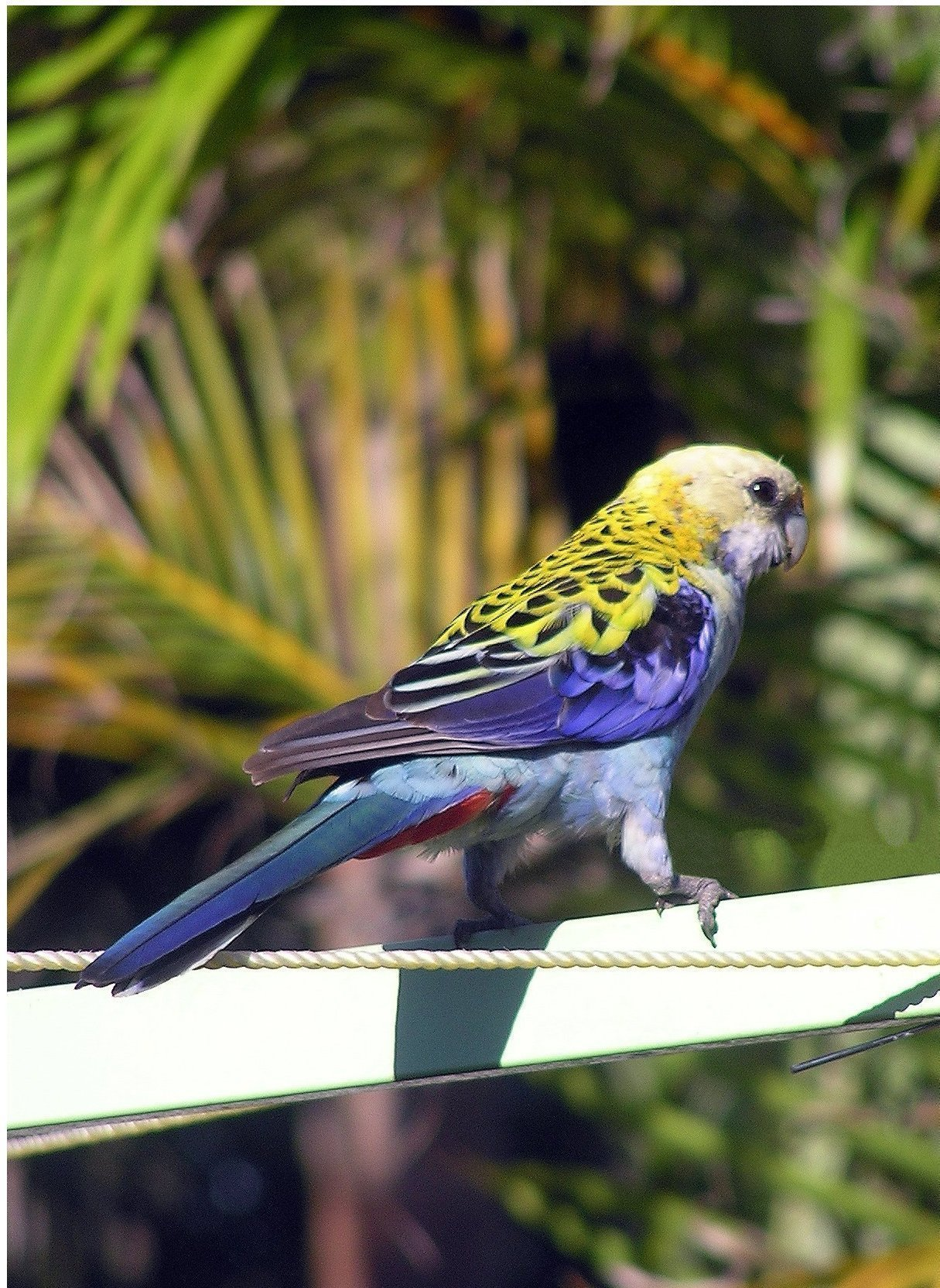